# اپیک گیمز علیه اپل
اپیک گیمز علیه اپل شکایتی است که توسط اپیک گیمز علیه اپل در اوت ۲۰۲۰ در دادگاه منطقه ای ایالات متحده در ناحیه شمالی کالیفرنیا مطرح شده که مربوط به اقدامات اپل در اپ استور است. در این پرونده اپیک گیمز محدودیت‌های اپل برای داشتن سایر روش‌های خرید درون‌برنامه‌ای خارج از روش ارائه‌شده در اپ استور را به چالش کشید. بنیانگذار اپیک گیمز تیم سوئینی، قبلاً کاهش ۳۰ درصدی درآمدی که اپل در هر خریدی که در اپ استور انجام می‌شد، به چالش کشیده بود و با بازی فورتنایت، می‌خواست اپل را دور بزند یا درآمد اپل را کمتر کاهش دهد.. اپیک در ۱۳ اوت ۲۰۲۰ تغییراتی را عمداً در فورتنایت اعمال کرد تا سیستم پرداخت اپ استور را دور بزند که در واکنش، اپل بازی را از اپ استور مسدود کرد که منجر به شکایت اپیک شد. اپل یک شکایت متقابل ارائه کرد و ادعا کرد که اپیک عمداً شرایط قرارداد خود را با اپل نقض کرده و از خود در برابر شکایت اپیک دفاع کرده‌است.
دادگاه از ۳ می تا ۲۴ می ۲۰۲۱ ادامه داشت. در یک حکم سپتامبر ۲۰۲۱ در بخش اول پرونده، قاضی ایوان گونزالس راجرز در ۹ مورد از ۱۰ مورد به نفع اپل رای داد اما در مورد سیاست‌های ضد راهبری اپل بر پایه قانون رقابت ناعادلانه کالیفرنیا رای داد. راجرز اپل را از جلوگیری از اطلاع‌رسانی به کاربران از سایر سیستم‌های پرداخت درون برنامه‌ها منع کرد. اپیک به این حکم اعتراض کرد ولی حکم اولیه در سال ۲۰۲۳ تأیید شد.
همچنین در همان روز اپیک شکایت دیگری تحت نام اپیک گیمز علیه گوگل ارائه کرد که اقدامات مشابه گوگل در فروشگاه گوگل پلی برای اندروید را به چالش می‌کشد، پس از اینکه گوگل فورتنایت را به دنبال به روز رسانی به دلایل مشابه اپل خارج کرد. با این حال گوگل تأکید کرده که وضعیت حقوقی در مورد پرونده آنها مانند پرونده اپل نیست.